# De avonturen van Kruimeltje
De avonturen van Kruimeltje was een tiendelige jeugdserie die uitgezonden werd op televisie door de AVRO vanaf 20 december 2010. De afleveringen werden daarna enkele malen herhaald op de jongerenzender Zapp.
De jeugdserie was een spin-off van de film Kruimeltje die gebaseerd was op het gelijknamig boek van Chris van Abkoude. Het scenario van de afleveringen werd geschreven door Van Abkoude en Dick van den Heuvel. De regie was in handen van Jan Albert de Weerd.
Kruimeltje is een tienjarig zwerfjongetje die als baby afgegeven werd bij Vrouw Koster en hij heeft zijn ouders nooit gekend. Hij zwerft en slaapt vaker op straat met zijn vrienden dan bij zijn pleeggezin.

## Afleveringen
1. Straatschoffie
2. De koppelbaas
3. De hondenman
4. De ruitenkoning
5. Vera di Borboni
6. Het jongenshuis
7. De wonderdokter
8. AAAA!
9. Het lakenmonster
10. Een geluk bij een ongeluk (ook als: Wilkes & co)

## Rolverdeling
- Stefan Perrier als Kruimeltje
- Pim Muda als Baas Wilkes
- Guus Dam als verteller
- Jany van Dooren als Keessie
- Neil van der Hulst als Spijker
- Cas Smits als Buikie
- Sjoerd Pleijsier als commissaris
- Jennifer van Brenk als Juffrouw Jacobs
- Karien Noordhoff als Vera di Borboni
- Eric Bouwman als Harry Volker
- Bob Schwarze als Vader Keijzer
- Debbie Korper als Vrouw Koster
- Stijn Westenend als agent
- Niels Croiset als kastelein
- Diede Zillinger Molenaar als dokter

Stefan Perrier, Neil van der Hulst, Cas Smits, Sjoerd Pleijsier, Jennifer van Brenk en Eric Bouwman spelen dezelfde rol in de musical Kruimeltje.